# عين الثور (سمك)
عين الثور أو بُقُّة (من اليونانية وتعني عين الثور) (الاسم العلمي Boops)، جنس أسماك بحرية من فصيلة الأسبوريات. أنواعه أثنان. منتشرة في معظم بحار العالم. الاسم العلمي من اليونائي يمعنى عين الثور. أنواعها المعروفة قليلة العدد منتشرة في معظم بحار العالم. أجسامها متوسطة القد وحيدة الزعنفة الظهرية، عيونها كثيرة مستديرة. لحومها مأكولة، جيدة الصنف أو متوسطته. أشهر أنواعها البقة المبذولة والبقة الغيدسية.